# Żabusia
Żabusia – dramat wystawiony po raz pierwszy w 1897 roku, jeden z utworów Gabrieli Zapolskiej. Za temat dramatu autorka obrała krytykę tzw. mieszczańskiej moralności, opartej na pozorach, obłudzie, zakłamaniu.

## Bohaterowie utworu
- Helena Bartnicka, zwana Żabusią – tytułowa bohaterka
- Jan Bartnicki, zwany Rakiem – mąż Heleny
- Jadzia, zwana Nabuchodonozorem – córka Heleny i Jana
- Maria Bartnicka – siostra Jana
- Milewski, zwany Dziadziem – ojciec Heleny
- Milewska, zwana Babcią  – matka Heleny
- Maniewiczowa – sąsiadka Bartnickich
- Julian – narzeczony Marii, kochanek Heleny
- Franciszka – służąca w domu Bartnickich

## Czas i miejsce akcji
Czas akcji dramatu to wiosna 1896 roku. Wydarzenia rozgrywają się w domu Bartnickich w Warszawie. Opis mieszkania dostarcza wielu ważnych informacji na temat bohaterów. Jest to obraz typowego mieszczańskiego domu, umeblowanego w sposób komfortowy, nieco pretensjonalny.

## Treść
Helena i Jan Bartniccy stanowią na pozór dobrane małżeństwo. Jan jest zachwycony żoną. Tymczasem ona jest kokietką, nie stroni od romansów, zdradza męża. Robi to jednak tak sprytnie, że ten niczego się nie domyśla. Obłuda i niemoralność Heleny – pieszczotliwie nazywanej przez domowników „Żabusią”, wychodzą na jaw, gdy okazuje się, że jej kochanek, Julian, jest narzeczonym siostry Jana Bartnickiego, Marii. Ta z kolei kieruje się jasnymi zasadami moralnymi, brzydzi się kłamstwem, oszustwem i zdradą. Kiedy odkrywa zdradę Juliana, zrywa z nim. Jan Bartnicki nie dopuszcza jednak do świadomości, że żona go zdradza, a Maria, widząc ogrom miłości brata do żony, postanawia zachować całą sprawę w tajemnicy. Na Jana nie wpływa nawet fakt, że w pewnej chwili „Żabusia” sama wyjawia mu prawdę. Mężczyzna z ulgą dowiaduje się, że to żart. Sytuacja w domu Bartnickich wraca do normy, tylko Maria opuszcza go na zawsze.